# Hank Ballard
Hank Ballard, född John Henry Kendricks den 18 november 1927 i Detroit, Michigan, död 2 mars 2003 i Los Angeles, Kalifornien, var en amerikansk sångare och musiker.
Hank Ballard växte upp i Alabama, och sjöng i sina unga år i kyrkan. I början av 1950-talet flyttade han tillbaka till Detroit och blev där medlem i R&B-gruppen The Royals. De fick sin första hit 1953 med en låt som hette "Get It", men slog inte igenom på allvar förrän de släppte "Work With Me Annie".
Gruppen bytte i den här vevan namn till The Midnighters för att undvika att förväxlas med gruppen The Five Royals. Då The Midnighters släppte singeln "Sexy Ways" blev de klassade som en av de mest vågade R&B-grupperna. Låten var på gränsen för hur utmanande en låt fick vara på den tiden.
En av Hank Ballards mest kända kompositioner är "The Twist" som han spelade in som en b-sida till en singel 1958. Den här låten kom att bli en mastodonthit för Chubby Checker som släppte sin version av låten två år senare. Hank Ballard & the Midnighters släppte framgångsrika singlar fram till början av 1960-talet. I mitten av det decenniet började han arbeta som solo-artist, och arbetade bland annat tillsammans med James Brown. Han dog av cancer i strupen i sitt hem i Los Angeles 2003.
Hank Ballard blev invald i Rock and Roll Hall of Fame 1990.